# Terra queimada

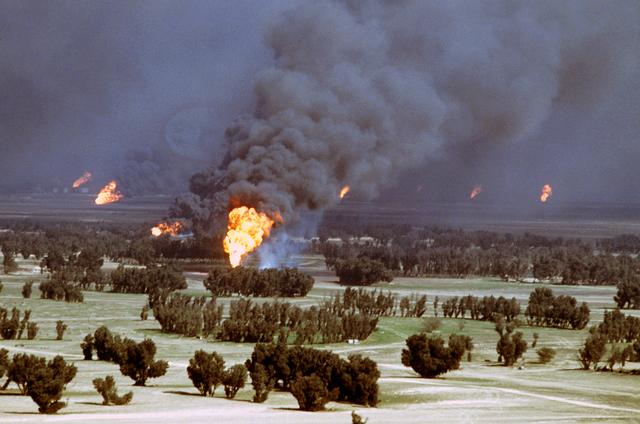
Campos de petróleo no Kuwait queimando, em 1991. O ditador iraquiano, Saddam Hussein, ordenou que suas forças se retirassem daquele país mas ele também pediu que, no caminho, tudo que estivesse na frente fosse destruído. Especificamente, ele pediu para que pelo menos 700 poços petrolíferos kuwaitianos fossem incendiados.

Uma tática de terra arrasada (português brasileiro) ou terra queimada (português europeu) envolve destruir qualquer coisa que possa ser proveitosa ao inimigo enquanto este avança ou recua em uma determinada área.

## Histórico
O termo aparentemente é uma tradução do chinês 焦土 (Jiao Tu), que se refere à prática de queimar as colheitas para negar ao inimigo fontes de alimento, embora isso possa não se limitar aos estoques de comida, mas incluir abrigo, transportes, comunicações e recursos industriais, os quais assumem frequentemente valor igual ou superior na guerra moderna, visto que os exércitos da atualidade geralmente carregam seus próprios suprimentos. A prática pode ser desempenhada por um exército em território inimigo ou um exército em seu próprio país. Ela é costumeiramente confundida com a expressão "corte e queima", embora esta não se refira a uma tática militar, mas a uma técnica agrícola. Pode ser confundida também com a destruição punitiva dos recursos do inimigo, embora não seja a mesma coisa, visto que neste caso as razões são mais estratégicas do que táticas. Também pode ser confundida com pilhagem, que é o roubo de fontes de alimento.

## Exemplos
Foi a tática utilizada pelos russos contra a incursão napoleônica e hitlerista em seu território, que consistia basicamente em avançar para o interior do país, ao passo que se destruía tudo, de alimentos a acomodações, nas regiões abandonadas, de modo que se inutilizavam tais recursos para as tropas invasoras.
Apesar de estes terem sido os exemplos mais conhecidos da utilização desta tática, não foram as suas únicas utilizações; com efeito, e ainda durante as Guerras Napoleónicas, o Duque de Wellington a usou contras as tropas francesas na sua retirada para Portugal durante a Guerra Peninsular.
Mais recentemente, as FARC foram acusadas pelo escritor José Saramago de utilizarem-se desta tática.
Durante a Invasão da Ucrânia pela Rússia em 2022, as tropas ucranianas danificaram pontes, rodovias, ferrovias, aeroportos e até mesmo provocaram inundações para dificultar o avanço das tropas russas, assim como impedir que os invasores fizessem uso da infraestrutura local.

### Invasão da Rússia por Napoleão
Em 1812 o célebre general russo Marechal Kutuzov (1745-1813), por conta da invasão Napoleônica, fez uso dessa tática. Consiste basicamente em "Recuar sem travar batalha". A ideia de Kutuzov era a de recuar para o interior do território russo atraindo assim Napoleão, que esticava cada vez mais a sua linha de suprimentos vinda do leste do Grão-Ducado da Polônia ou Grão-Ducado de Varsóvia (território então aliado do Império Napoleônico) e devastando quase tudo o que não podiam levar consigo. Ateavam fogo nas casas de madeira, deixando assim o exército napoleônico sem abrigo. Matavam todos os animais que não pudessem levar, deixando-os sem alimentos. Com as linhas de abastecimento cada vez mais esticadas, podiam ser atacadas por guerrilhas Russas.
Napoleão ia se tornando mais distanciado de seu ponto de partida e enfrentando cada vez mais dificuldades. Kutuzov iria simplesmente recuar cada vez mais sem oferecer batalha a Napoleão e Napoleão com esperanças de que uma hora ou outra os russos travassem batalha, ao menos para defender Moscovo que foi a antiga capital da Rússia, portanto com um enorme valor histórico e político.
Porém, Napoleão foi imprudente e não percebeu que a ideia de Kutuzov era sacrificar tudo, inclusive Moscovo para que Napoleão se internasse o mais longe possível de seu ponto de partida pelo território russo até que chegasse o inverno, e Napoleão não estava preparado para o inverno.
Quando chegou o inverno, Napoleão estava a centenas de quilômetros de seu ponto de partida e teve que recuar em péssimas condições. Ele não tinha nem ao menos onde abrigar seu exército e nem como alimentá-lo.
Com o exército Napoleônico enfraquecido, esse vira o momento perfeito para que os russos atacassem. Essa retirada se tornou extremamente catastrófica, e com o exército russo sempre atacando a retaguarda, ocorreram muitas baixas, soldados se dispersaram e se entregaram. O exército napoleônico literalmente se arrasta de volta para a Polônia em meio a nevascas e ataques russos.